# Saison 1906-1907 des Sénateurs d'Ottawa
Autres saisons
Saison précédente Saison suivante
La saison 1906-1907 de hockey sur glace est la vingt-deuxième à laquelle participe le Club de hockey d'Ottawa.

## Classement
| Clt   | Équipe                  | PJ | V  | D | BP  | BC  | Pts |
| ----- | ----------------------- | -- | -- | - | --- | --- | --- |
| +001, | Wanderers de Montréal   | 10 | 10 | 0 | 105 | 39  | -   |
| +002, | Club de hockey d'Ottawa | 10 | 7  | 3 | 76  | 54  | -   |
| +003, | Victorias de Montréal   | 10 | 6  | 4 | 101 | 70  | -   |
| +004, | Hockey Club de Montréal | 10 | 3  | 7 | 58  | 83  | -   |
| +005, | Hockey Club de Québec   | 10 | 2  | 8 | 62  | 88  | -   |
| +006, | Shamrocks de Montréal   | 10 | 2  | 8 | 52  | 120 | -   |

- Champion

## Meilleurs marqueurs
| Joueur      | PJ | B  |
| ----------- | -- | -- |
| Harry Smith | 9  | 21 |
| Alf Smith   | 9  | 17 |
| Hamby Shore | 10 | 17 |

## Matchs après matchs
| No | Date       | Visiteurs   | Résultat | Domicile  | Fiche |
| -- | ---------- | ----------- | -------- | --------- | ----- |
| 1  | 5 janvier  | Québec      | 1-6      | Ottawa    | 1-0-0 |
| 2  | 12 janvier | Ottawa      | 2-4      | Wanderers | 1-1-0 |
| 3  | 19 janvier | Shamrocks   | 2-6      | Ottawa    | 2-1-0 |
| 4  | 26 janvier | Ottawa      | 12-10    | Victorias | 3-1-0 |
| 5  | 2 février  | Hockey Club | 2-5      | Ottawa    | 4-1-0 |
| 6  | 9 février  | Ottawa      | 5-4      | Québec    | 5-1-0 |
| 7  | 16 février | Victorias   | 7-16     | Ottawa    | 6-1-0 |
| 8  | 23 février | Ottawa      | 12-6     | Shamrocks | 7-1-0 |
| 9  | 2 mars     | Wanderers   | 10-6     | Ottawa    | 7-2-0 |
| 10 | 9 mars     | Ottawa      | 6-8      | AAA       | 7-3-0 |